# Hermannsried (Teunz)
Hermannsried ist ein Ortsteil der Gemeinde Teunz im Oberpfälzer Landkreis Schwandorf (Bayern).

## Geographische Lage
Hermannsried liegt ungefähr drei Kilometer nordöstlich von Teunz am Südhang des 665 m hohen Fuchsberges
oberhalb der Murach, die zwischen Gartenriedermühle und Hermannsriedermühle
in einer engen Schlucht das Fuchsberg-Roßhaupt-Massiv durchbricht.
Hermannsried liegt im Streifen zwischen Fuchsberg und dem Murachtal. Dort kommt Cordieritfleckenaploid vor, ein helles Gestein, das durch rundliche Flecken von eingelagertem blauen Cordierit gekennzeichnet ist. Bei Hermannsried tritt auch Amphibolit auf.

## Geschichte
Zum Stichtag 23. März 1913 (Osterfest) war Hermannsried Teil der Pfarrei Teunz und hatte drei Häuser und 19 Einwohner.
Wildstein bildete 1969 zusammen mit Burkhardsberg, Gutenfürst, Haidhof, Hermannsried, Höcherlmühle, Kühried, Kühriedermühle, Ödreichersried und Zieglhäuser die Gemeinde Wildstein mit insgesamt 475 Einwohnern und 1276 ha Fläche.
Am 31. Dezember 1990 hatte Hermannsried 6 Einwohner und gehörte zur Pfarrei Teunz.